# Matterhornbär
Der Matterhornbär (Chelis cervini, Syn.: Holoarctia cervini), auch Matterhornbärenspinner, ist ein Schmetterling (Nachtfalter) aus der Unterfamilie der Bärenspinner (Arctiinae).

## Beschreibung
Die Falter erreichen eine Flügelspannweite von zirka 30 Millimetern. Sie haben je nach Region eine sehr unterschiedliche Färbung und auch Zeichnung der Flügel. Die Vorderflügel sind hellgelb oder ocker bis orangegelb und haben eine schwarze oder dunkelgraue Fleckzeichnung. Es gibt Tiere, bei denen diese Zeichnung komplett fehlt, nur zum Teil vorhanden ist, oder so stark ausgeprägt ist, dass die gelbe Grundfarbe nur als Netzstruktur erkennbar ist.
Die Eier sind kreisrund und hellgelb.
Die Raupen werden zirka 25 Millimeter lang. Sie sind schwarz und haben einen zitronengelben Längsstreifen auf dem Rücken. Ihre Haare sind lang und sehr dicht angeordnet. Sie sind schwarz, nur auf den Seiten grau.

## Vorkommen
Die Tiere gehören zu den endemischen Schmetterlingsarten in den zentralen Alpen.
Sie kommen nur an sehr wenigen Orten in Österreich, der Schweiz und Frankreich zwischen 2600 und 3200 m vor. Sie bewohnen vegetationsarme, steinige Lebensräume, bevorzugt solche, die mit Schieferplatten bedeckt sind.
Entdeckt wurde diese Art 1863 am Gornergrat am Fuße des Matterhorns. Erst 50 Jahre später wurde sie auch außerhalb der Walliser Alpen entdeckt. Wahrscheinlich überdauerte sie die Eiszeit in eisfreien Regionen der Alpen, die über die Gletscher hinausragten (Nunataks). Auch wenn sich das Eis wieder zurückgezogen hat, werden noch immer nur die Glazialrefugien von einst bewohnt. Durch diese isolierte Lebensweise ist auch die starke Farbdiversität der Art zu erklären. Jede der verstreuten Populationen entwickelt sich unabhängig von den anderen.

## Lebensweise
Die Männchen sind tagaktiv und fliegen auf der Suche nach den Weibchen, die unter ca. 20 Zentimeter großen Steinplatten sitzen.

## Nahrung der Raupen
Die Raupen ernähren sich von den Blättern verschiedener niedriger alpiner Pflanzen wie z. B. Alpen-Frauenmantel (Alchemilla alpina), Strand-Wegerich (Plantago alpina). Unter Zuchtbedingungen fressen sie auch den Gewöhnlichen Löwenzahn (Taraxacum sect. Ruderalia).

## Entwicklungsgang
Da in den hochalpinen Lebensbereichen die Vegetationsperiode nur drei bis vier Monate dauert, benötigt die Art zwei bis drei Jahre für ihre Entwicklung. Die Weibchen legen ihre Eier in lockeren Gruppen an die Unterseite von Steinplatten. Die Raupen sind sehr temperaturunempfindlich. Sie müssen nicht nur auch im Sommer auftretende Nachtfröste aushalten, sondern auch hohe Bodentemperaturen über 30 °C, bedingt durch die Sonneneinstrahlung, die die Steine erwärmt, unter denen sie leben. Allerdings helfen die Steine auch, die Wärme über Nacht abzugeben. Sie verpuppen sich in einem lockeren Gespinst unter Steinen.